# Кристофър Фъргюсън
Кристофър Джон Фъргюсън (на английски: Christopher John Ferguson) e американски астронавт, участник в три космически полета. Командир на последната мисия по програмата Спейс шатъл.

## Образование
Кристофър Фъргюсън завършва частния колеж Archbishop Ryan High School. Дипломира се като бакалавър по инженерна механика в университета Drexel University през 1984 г. През 1991 г. придобива магистърска степен по аерокосмическо инженерство от Военноморската академия на САЩ, Анаполис, Мериленд.

## Военна служба
Кристофър Дж. Фъргюсън постъпва на служба в USN след дипломирането си през 1984 г. Завършва школата за морски летци в Кингсвил, Тексас през 1986 г. със специалност пилот на F-14 Tomcat. Получава назначение в бойна ескадрила 11 „Червени убийци“ (VF-11 „Red Rippers“), базирана на самолетоносача USS Forrestal (CV-59). Лети над Северния Атлантик, Средиземноморието и Индийския океан. През 1992 г. завършва школата на USN за тест пилоти. От 1994 г. работи по последното усъвършенстване на оръжията на F-14D. През 1995 г. се връща на бойна служба като командир на ескадрила 211 „Шахматистите“ (VF-211 „Checkmates“) на атомния самолетоносач USS Nimitz (CVN-68). Лети над Персийския залив и охранява забранената за полети зона над Ирак. По – късно се издига до поста логистичен офицер на Атлантическия флот на САЩ.

## Служба в НАСА
Избран е за астронавт от НАСА на 4 юни 1998 г., Астронавтска група №17. Получава назначения като CAPCOM офицер на мисиите STS-118, STS-128 и STS-129.

## Полети
Кристофър Фъргюсън лети в космоса като член на екипажа на три мисии:
| Космически полети на Кристофър Джон Фъргюсън           | Космически полети на Кристофър Джон Фъргюсън | Космически полети на Кристофър Джон Фъргюсън | Космически полети на Кристофър Джон Фъргюсън | Космически полети на Кристофър Джон Фъргюсън | Космически полети на Кристофър Джон Фъргюсън | Космически полети на Кристофър Джон Фъргюсън |
| №                                                      | Дата                                         | КК                                           | Емблема на мисията                           | Функции                                      | Продължителност                              |                                              |
| ------------------------------------------------------ | -------------------------------------------- | -------------------------------------------- | -------------------------------------------- | -------------------------------------------- | -------------------------------------------- | -------------------------------------------- |
| 1                                                      | 9 септември 2006                             | „Атлантис“, мисия STS-115                    |                                              | Пилот                                        | 11 денонощия 19 часа 06 мин 35 сек.          |                                              |
| 2                                                      | 14 ноември 2008                              | „Индевър“, мисия STS-126                     |                                              | Командир                                     | 15 денонощия 20 часа 30 мин. 34 сек.         |                                              |
| 3                                                      | 8 юли 2011                                   | „Атлантис“, мисия STS-135                    |                                              | Командир                                     | 12 денонощия 18 часа 28 мин. 50 сек.         |                                              |
| Сумарно време в космоса – 40 денонощия 10 часа 03 мин. |                                              |                                              |                                              |                                              |                                              |                                              |

## След НАСА
Кристофър Фъргюсън напуска НАСА на 9 декември 2011 г. и започва работа в частния сектор. Женен е и има три деца.

## Награди
- Медал на НАСА за участие в космически полет (3).

## Галерия
- Постер на мисия STS-135, последна по програмата Спейс шатъл
- Екипажа на Атлантис в шоуто The Colbert Report
- Президентът на САЩ Барак Обама с екипажа дни преди полета